# Micromonodes
Micromonodes là một chi bướm đêm thuộc họ Noctuidae.